# Indirana brachytarsus
Indirana brachytarsus es una especie de anfibio anuro de la familia Ranixalidae.

## Distribución geográfica
Esta especie es endémica de Ghats occidentales del sur en la India. Habita entre los 800 y 1200 m sobre el nivel del mar en los estados de Karnataka, Kerala y Tamil Nadu. Es una especie terrestre que vive en selvas tropicales y pantanos. Se puede encontrar en el borde del bosque pero nunca en áreas cultivadas.

## Descripción
Günther en su descripción reporta dos muestras de 38 y 55 mm. Sus dorsos eran oscuras manchadas con una línea longitudinal blanquecina en la mitad inferior de la espalda.

## Publicación original
- Günther, 1876 "1875" : Third report on collection of Indian reptiles obtained by British Museum. Proceedings of the Zoological Society of London, vol. 1875, p. 567-577[6]